# Бунго, Лека
Лека Бунго (алб. Leka Bungo, 28 февраля 1944, Влёра — 11 июня 2025, Тирана) — албанский режиссёр, актёр и сценарист.

## Биография
Бунго родился во Влёре 28 февраля 1944 года, окончил Высший институт искусств, затем работал театральным режиссёром в Фиери.
В 2010-х годах он возглавил Совет директоров Албанского радио и телевидения, но оказался замешан в скандале, связанном с получением денег от учреждения. 17 марта 2025 года на посту председателя Руководящего совета RTSH его сменил Фатьон Ходжалли.
Лека Бунго умер 11 июня 2025 года в Тиране в возрасте 81 года.

## Фильмография
- 1966: Oshëtime në bregdet (Вой на побережье)
- 1990: Një djalë edhe një vajzë (Мальчик и дочь)